# Adolphia californica
Adolphia californica là một loài thực vật có hoa trong họ Táo. Loài này được S.Watson mô tả khoa học đầu tiên năm 1876.